# Джонсон, Джек (хоккеист)
Джон Джозеф Луис (Джек) Джо́нсон III (англ. John Joseph Louis Johnson III; 13 января 1987, Индианаполис, Индиана, США) — американский хоккеист, защитник клуба НХЛ «Коламбус Блю Джекетс». Обладатель Кубка Стэнли 2022 года, призёр Олимпийских игр 2010 года.

## Карьера
Джонсон был выбран под общим 3-м номером на драфте НХЛ 2005 года клубом «Каролина Харрикейнз», после Сидни Кросби и Бобби Райана. Джонсон не стал подписывать контракт с клубом НХЛ, а выступал в сезоне 2005/06 за университет Мичигана. В сентябре 2006 года «Каролина» обменяла права на Джонсона в «Лос-Анджелес Кингз». В марте 2007 года подписал свой первый контракт с «Кингз», сыграв 5 матчей в НХЛ в сезоне 2006/07. Зимой 2010 года продлил контракт с «Кингз» на 7 лет на сумму $ 30,5 млн, начиная с сезона 2011/12.
Проведя в Калифорнии менее 6 лет, стал частью сделки по обмену Джеффа Картера и перешёл в «Коламбус Блю Джекетс».
Летом 2018 года, после окончания предыдущего контракта, подписал 5-летний контракт на $ 16,25 млн с «Питтсбург Пингвинз».
5 октября 2020 года «Пингвинз» выкупили контракт Джонсона.
9 октября 2020 года «Рейнджерс» подписали однолетний контракт с Джонсоном на сумму $ 1,15 млн.
10 октября 2021 года после участия в предсезонных играх Джонсон подписал однолетний контракт с «Колорадо Эвеланш» на 750 тыс. долларов. 1 марта 2022 года сыграл свой 1000-й матч в регулярных сезонах НХЛ. Всего в сезоне 2021/22 сыграл 74 матча и набрал 9 очков (1+8) при показателе полезности +5.
3 июля 2024 года в качестве свободного агента подписал контракт с «Коламбус Блю Джекетс» на сумму $775.000.

## Достижения
- Серебряный призёр Олимпийских игр 2010 в составе сборной США.
- Бронзовый призёр молодёжного чемпионата мира 2007

## Статистика
| Легенда | Легенда                    | Легенда | Легенда                   | Легенда | Легенда    |
| ------- | -------------------------- | ------- | ------------------------- | ------- | ---------- |
| И       | Количество проведённых игр | Штр     | Штрафное время            | +/−     | Плюс-минус |
| Г       | Голы                       | П       | Голевые передачи          | О       | Очки       |
| -       | Статистика неизвестна      | —       | Статистика не учитывалась |         |            |